# Eschenmoser断裂反应
Eschenmoser断裂反应（埃申莫瑟断裂），又称Eschenmoser-Tanabe断裂反应，是对甲苯磺酰肼 (2) 使 α,β-环氧酮 (1) 断裂生成含炔基 (3) 和酮基 (4) 化合物的反应。 也译为碎片化反应、碎裂反应。反应以瑞士化学家埃尔伯特·埃申莫瑟（Albert Eschenmoser）的名字命名。
原料 α,β-环氧酮可通过 α,β-不饱和羰基化合物与过氧化氢在碱性条件下反应得到。

## 反应机理
首先 α,β-环氧酮 1 与芳基磺酰肼 2 缩合为腙 3。然后 3 发生质子转移生成 4。最后 4 受分子内羟基和偶氮基的一推一拉作用，发生断裂，放出稳定的氮气和芳香亚磺酸根离子，并生成产物炔 6 和 羰基化合物 7。
如果断裂发生在环上，那么产物是一个 5 位含有炔基的羰基化合物。
3 到 4 的质子转移一步可以被吡啶、碳酸氢钠、碳酸钠或硅胶催化。

## 实例
：